# Mawsat Al-Andalus
Mawsat Al-Andalus (vaak afgekort tot Al-Mawsat) was een van de drie grote binnengebieden (nabiya) van Al-Andalus (het islamitische gedeelte van Spanje en Portugal), samen met Gharb Al-Andalus, gelegen in het westen, en Sharq Al-Andalus, gelegen in het oosten, in de mediterrane boog. Bij sommige gelegenheden lijkt het al-Mawasata of al-Musata te worden genoemd, en de naam verwijst naar het centrale karakter (die in het midden).

## Situatie en omvang
De regio al-Musata bevindt zich vaak op het zuidelijke Castiliaanse plateau, waardoor de naam eraan gelijk is. De meest betrouwbare verwijzingen identificeren het echter met de Guadalquivir-vallei, de bergachtige systemen van het huidige Andalusië, tot aan de kust, en het zuidelijke deel van het plateau zelf; dat wil zeggen, wat destijds de Romeinse en Visigotische Baetica vormde.
De grenzen van deze regio waren daarom: in het zuiden de Middellandse Zee; in het oosten het gebied van al-Sharq, met de Cora de Tudmir als grensruimte; in het westen, de regio van al-Garb, met de Coras de Labla en Martulah; in het noordwesten, de Lower Mark, met de Cora de Mérida; en, ten slotte, naar het noorden, de Midden-Marca, met de Cora de Toledo, die grenst aan die van Yayyan, die een deel van het plateau besloeg, tot aan Ruidera, volgens Ibn Hayyan.

## Regionale indeling
De regio Mawsat Al-Andalus omvatte tijdens het Andalusische kalifaat de volgende cora's (regionale indeling in Al-Andalus): Isbiliya, Firrish, al-Yazirat, Takoronna, Rayya, Saduna, Fahs al-Ballut, Qurtuba, Istiyya, Carmuna, Mawrur, Qabra, Yayyan, Elvira, Pechina en in specifieke perioden, Medina Gagha, Osuna en Baza.